# Michel Matter

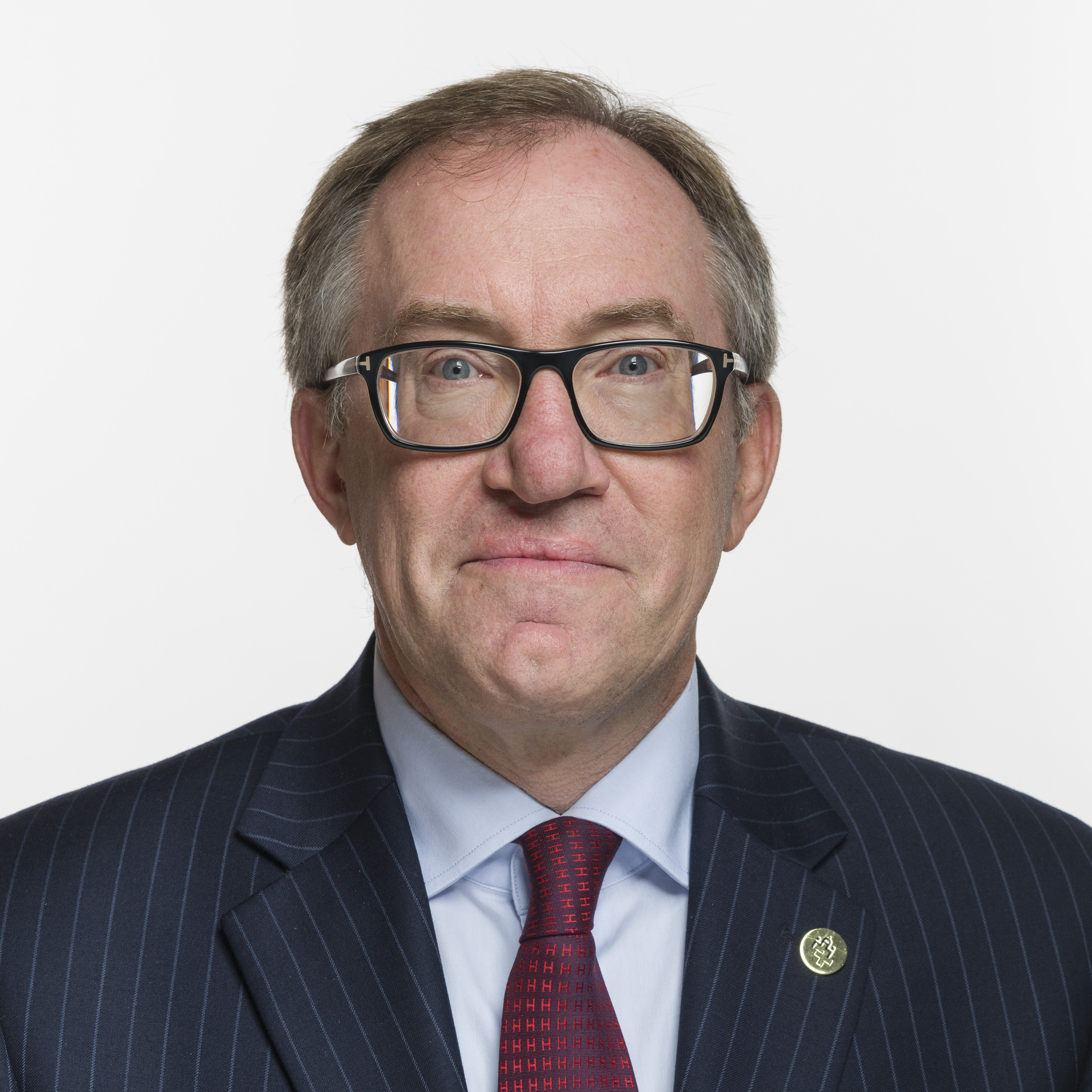
Michel Matter (2019)

Michel Matter (* 31. Dezember 1964 in Genf; heimatberechtigt ebenda) ist ein Schweizer Politiker (GLP). Von 2019 bis 2023 war er Nationalrat.

## Leben
Michel Matter wurde im Genfer Quartier Plainpalais geboren. Seine Eltern führten ein Optikergeschäft. Nach seinem Medizinstudium an der Universität Genf arbeitete er zuerst in der Geriatrie, bevor es sich der Augenheilkunde zuwandte. Er ist Mitbegründer und verantwortlicher Arzt des Augenarztzentrums Centre ophtalmologique de Rive.
Matter ist Vizepräsident der Verbindung der Schweizer Ärztinnen und Ärzte (FMH) und Präsident der Vereinigung der Genfer Ärzte (Association des médecins du canton de Genève). Weiter ist er Mitglied des Verwaltungsrates des Genfer Universitätsspitals (HUG) und ist in karitativen Verbänden aktiv, wie der Organisation La vue pour la vie en Haïti. 2012 engagierte er sich an der Spitze eines Referendumskomitees gegen ein Gesetz, das die Managed care fördern wollte.
Matter wurde bei den Parlamentswahlen 2019 für die Grünliberalen in den Nationalrat gewählt. Dort war er Mitglied der Finanzkommission. Bei den Wahlen 2023 wurde er nicht wiedergewählt. Seit 2021 ist er Vizepräsident der GLP Schweiz.
Er ist verheiratet, hat zwei Kinder und lebt in Thônex.